# در جبهه غرب خبری نیست (فیلم ۱۹۳۰)
در جبهه غرب خبری نیست (به انگلیسی: All Quiet on the Western Front) فیلمی محصول شرکت آمریکایی یونیورسال پیکچرز و به کارگردانی لوئیس مایلستون است که بر اساس رمانی به همین نام از اریش ماریا رمارک ساخته شده‌است.
این فیلم که به وقایع جنگ جهانی اول می‌پردازد، در اسکار سال ۱۹۳۰ موفق به دریافت جایزه بهترین فیلم و بهترین کارگردانی شد.

## داستان
روزهای اولیه جنگ جهانی اول، ارتش آلمان تحت عنوان دفاع از سرزمین پدری مشغول سربازگیری است و معلم پیری در کلاس شاگردان خود را تشویق به رفتن به جبهه‌های جنگ می‌کند و شاگردان تهییج شده، همه برای اسم‌نویسی اقدام می‌کنند….

## عنوان فیلم
عنوان انگلیسی کتاب و سپس فیلم، "All Quiet on the Western Front"، توسط مترجم کتاب و از ترجمه لغت به لغت عنوان آلمانی اثر ساخته شده‌است. این عنوان در اصل کتاب به صورت "Im Westen nichts Neues" بوده، که از اعلامیه رسمی که کتاب با آن به پایان می‌رسد (و همچنین فیلم)، قرض گرفته شده‌است. در این اعلامیه، منظور از غرب جبهه غربی است، و مفهوم آن، این است که امروز در جبهه غربی تغییر خاص و مهمی نیفتاده است.
البته هر چند نمی‌توان گفت که ترجمه غلط است، ولی مفهومی که کتاب در پی آن است را به خوبی متن اصلی نمی‌رساند. ولی در هر صورت این جمله به خوبی در زبان انگلیسی و سایر زبانهای جهان برای بیان سکون و رکود در هر موردی رایج شده‌است.
در بعضی از زیرنویسهای فارسی فیلم، این عبارت در انتهای فیلم با عنوان «آتش‌بس در جبهه غربی» نوشته شده‌است!

## بازیگران
- ریچارد الکساندر (وستوس)
- لو آیرس (پل بومر)
- بن الکساندر (فرانز کمریچ)
- ویلیام بیکول (آلبرت کروپ)
- پت کالینز (ستوان برتینک)
- اوون دیویس (پیتر)
- راسل گلیسون (مولر)
- هارولد گودوین (دترینگ)
- اسکات کولک (لیر)
- آرنولد لوسی (پروفسور کانتورک)
- برل مرسر (خانم بومر- مادر یل)
- زیسو پیتس (خانم بومر- نسخهٔ صامت)
- اسکات کولک

## جوایز
انستیتو فیلم آمریکا، این فیلم را در سال ۱۹۹۸ به عنوان فیلم پنجاه و چهارم صد فیلم برتر سینمای آمریکا انتخاب کرد و در سال ۲۰۰۸ به عنوان هفتمین فیلم در ده فیلم برتر حماسی معرفی کرد.
- اسکار ۱۹۳۰[۴]
- برنده بهترین فیلم
- برنده بهترین کارگردانی برای لوئیس مایلستون
- نامزد بهترین فیلمنامه اقتباسی برای جورج ابوت، مکسول آندرسون و دل اندروز
- نامزد بهترین فیلمبرداری آرتور ادسون